# Justin Hoyte
Justin Raymond Hoyte, född 20 november 1984 i Leytonstone, Storlondon, är en engelsk fotbollsspelare som för närvarande spelar i Middlesbrough FC. Kan spela varsom i backlinjen. Hoyte gjorde sin A-lagsdebut mot Southampton FC i maj 2003, men hade svårt att ta en plats i Arsenals A-lag. Var på lån i Sunderland AFC hela säsongen 05-06. Efter begränsad speltid under säsongerna 2006/07 och 2007/08 beslutade Hoyte sig för att gå till Middlesbrough. Han har spelat i Englands U-21-landslag.